# 辽显陵
顯陵是中国辽朝东丹国王耶律倍的陵园，位于辽宁省北镇市医巫闾山，本来是辽国显德府。耶律倍喜欢医巫闾山的山水奇秀，在山顶建立望海堂。其子辽世宗耶律阮也被辽穆宗葬在顯陵。